# Дзюдо на Европейских играх 2023
Дзюдо на Европейских играх 2023 года — соревнования по дзюдо на Европейских играх 2023 состоялись в городе Крыница-Здруй в Польше 1 июля на площадках спортивного комплекса Крыница-Здруй Арена. Разыгран 1 комплект наград, в смешанном командном турнире. В соревнованиях приняли участие 219 спортсменов из 22 стран Европы.

## Судьи
- Йоана Бабюк
- Матьё Батай
- Офер Моше Бен-Цви
- Рауль Камачо Перес
- Вели-Матти Каринканта
- Роберта Кьюрлия
- Хизер Лонтьенс
- Катарина Марцок
- Владимир Нуцубидзе
- Бьёрн Мартин Нюберг
- Юдита Писарова
- Джон Рамакерс
- Виталий Сулима
- Лиза Харрисон
- Гана Шафарикова

## Календарь
| ЦО | Церемония открытия | 2 | Финалы соревнований | ЦЗ | Церемония закрытия |

| Июнь-Июль | Июнь-Июль | 21 Ср | 22 Чт | 23 Пт | 24 Сб | 25 Вс | 26 Пн | 27 Вт | 28 Ср | 29 Чт | 30 Пт | 1 Сб | 2 Вс | Медали |
| --------- | --------- | ----- | ----- | ----- | ----- | ----- | ----- | ----- | ----- | ----- | ----- | ---- | ---- | ------ |
| Дзюдо     | Дзюдо     |       |       |       |       |       |       |       |       |       |       | 1    |      | 1      |

### Медалисты

#### Микст
| Категория                  | Золото | Серебро  | Бронза     |
| Смешанный командный турнир | Грузия | Германия | Нидерланды |
| Смешанный командный турнир | Грузия | Германия | Италия     |

### Общий зачёт
*   Принимающая страна (Польша)
| Место          | Страна         | Золото | Серебро | Бронза | Всего |
| -------------- | -------------- | ------ | ------- | ------ | ----- |
| 1              | Грузия         | 1      | 0       | 0      | 1     |
| 2              | Германия       | 0      | 1       | 0      | 1     |
| 3              | Италия         | 0      | 0       | 1      | 1     |
| 3              | Нидерланды     | 0      | 0       | 1      | 1     |
| Всего стран: 4 | Всего стран: 4 | 1      | 1       | 2      | 4     |